# ヘンリー・H・ブリス

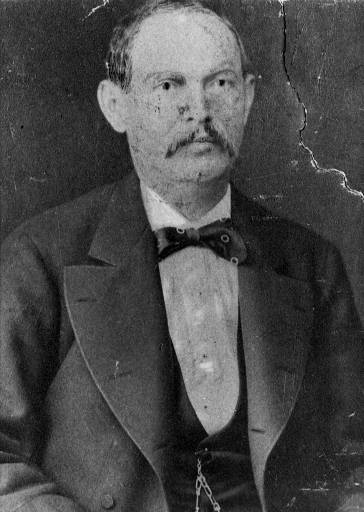
ヘンリー・ブリス (1873年)

ヘンリー・ヘイル・ブリス（英: Henry Hale Bliss、1830年6月13日 – 1899年9月14日）とは、アメリカ合衆国で初めて自動車事故により死亡した人物である。

## 自動車事故
1899年9月13日、彼がニューヨークの西74丁目とセントラル・パーク・ウェストの交差点で路面電車から降りた時、電動タクシー (Automobile No. 43) に頭と胸を押しつぶされた。彼は傷がもとで翌朝に死亡した。
タクシーを運転していたアーサー・スミス (Arthur Smith) は逮捕され故殺罪で起訴されたが、意図的ではなかったという理由で無罪となった。
乗客のデイヴィッド・エドソン博士 (Dr. David Edson) は元ニューヨーク市長フランクリン・エドソンの息子であった。

## 遺産
1999年9月13日、ブリスの没後100年を記念した式典が執り行われ、事故現場に銘板が捧げられた。式典にはブリスのひ孫娘も参列し、ブリスがはねられた場所にバラの花を手向けた。
銘板には、以下のように記されている。
- 原文

| 「 | Here at West 74th Street and Central Park West, Henry H. Bliss dismounted from a streetcar and was struck and knocked unconscious by an automobile on the evening of September 13, 1899. When Mr. Bliss, a New York real estate man, died the next morning from his injuries, he became the first recorded motor vehicle fatality in the Western Hemisphere. This sign was erected to remember Mr. Bliss on the centennial of his untimely death and to promote safety on our streets and highways. | 」 |

- 日本語訳

| 「 | 1899年9月13日の夕刻、ここセントラルパークウェストの西74番街にて、ヘンリー・H・ブリス氏は路面電車から降りた際に自動車に撥ねられ、意識不明となりました。ニューヨークで不動産業に携わるブリス氏は、この時の怪我がもとで翌朝に亡くなり、西半球で最初の自動車事故による犠牲者となりました。この銘板は、ブリス氏の早すぎた死から100年を記念し、街路や高速道路の交通安全啓発のために製作されたものです。 | 」 |